# Zemák
Zemák byl název několika vozidel, která používala ČSSD a později i SPOZ ve svých předvolebních kampaních. Nejslavnějším se stal původní autobus Zemák, který pomohl ČSSD k volebním úspěchům v letech 1996 a 1998. Je spojen zejména s osobou Miloše Zemana.

## Původní Zemák
S nápadem na volební autobus přišel na sklonku roku 1995 Zemanův spolupracovník Miroslav Šlouf, jenž stál později i za realizací celého projektu. Jednalo se tehdy o u nás neznámý způsob kontaktní předvolební agitace, ve kterém se Šlouf nechal inspirovat předvolební kampaní Aleksandra Kwasniewského, jenž ho úspěšně uplatnil v polských prezidentských volbách v roce 1995. Zeman sám byl k tomuto nápadu zpočátku skeptický, ale nakonec se nechal přesvědčit.

### 1996
Původní autobus Zemák byl vůz Karosa C 734.00 z roku 1987 (či 1985), který byl z běžného linkového autobusu upraven podle potřeb ČSSD – disponoval 15 sedadly, kuchyňkou, sociálním zařízením, počítačem, faxem i mobilním telefonem. Úpravu autobusu provedla firma z východočeské obce Hrušová (podle vzpomínek samotného Zemana byl ale autobus připraven přímo v dílně tehdejší Karosy ve Vysokém Mýtě). Autobus byl polepen modročervenými pruhy a logem ČSSD, přední i zadní strana vozu byla označena nápisem „Zemák turné '96“. Poslední úpravou bylo zhotovení nápisu na střechu autobusu, který zněl „Václave, dobrý let! Miloš.“ Jednalo se o narážku Miloše Zemana na jeho tehdejšího rivala Václava Klause z ODS, který hodlal na některé volební mítinky létat vrtulníkem.
Autobus se měl původně jmenovat „Růženka“ podle růže, kterou má ČSSD ve svém logu. Nakonec bylo rozhodnuto o názvu Zemák, jenž se dá interpretovat nejen jako „Zemanova Karosa“, ale jedná se i o synonymum pro bramboru. Miloš Zeman k tomu tehdy řekl: „ČSSD vždy byla stranou oslovující spíše lidi, kteří konzumují základní potraviny – brambory, mléko a obilí, než ty, kteří se živí kaviárem a šampaňským.“
Autobus byl pokřtěn ve čtvrtek 29. února 1996 v Pardubicích v přítomnosti asi 200 přihlížejících. Již následující den, tedy 1. března, zahájil volební kampaň ČSSD v Brně. Během tři měsíce trvající kampaně ujel přes 16 tisíc kilometrů, navštívil 538 obcí a absolvoval 817 mítinků. Do Prahy se vracel jen jednou týdně.

### 1998
Pro svůj úspěch byl Zemák znovupoužit i při mimořádných parlamentních volbách o dva roky později. Společnost mu tehdy dělal i stejnojmenný vlak a krajské mikrobusy „Zemáčci“.
Zemanova náročná volební kampaň se Zemákem byla velice úspěšná, přímou volební agitací v malých obcích se mu dařilo sbírat dříve rozdrobené hlasy „proti Klausovi“ – zatímco v roce 1993 přebíral Zeman stranu se 6% hlasů, v roce 1996 získala strana již 26% hlasů, což znemožnilo ODS sestavit většinovou vládu a Zemanovi vyneslo funkci předsedy poslanecké sněmovny. V roce 1998 pak ČSSD v předčasných volbách zvítězila, když získala 32% hlasů, a Zeman se stal premiérem.

### 2000
Vůz s názvem „Zemák“ se objevil i o další dva roky později při volbách do zastupitelstev krajů, ale tentokrát se jednalo pouze o mikrobus Citroën Jumper.

### 2004
Původní autobus pak ještě při volbách v roce 2004 oprášil Jaroslav Foldyna pro svou kampaň na hejtmana ústeckého kraje.

### Mimo politiku
Po ukončení své „politické kariéry“ byl autobus ve vlastnictví teplické firmy BigBlue s.r.o., která ho používala např. jako zázemí při bigbítových koncertech. V roce 2006 byl autobus firmou BigBlue nabízen k prodeji za 300.000 Kč. Mezi zájemci se ozvala i jistá skupina umělců, která ho chtěla veřejně zdemolovat jakožto umělecký akt.

### Současnost
Autobus nakonec odkoupilo zemědělské družstvo z Hoštic, vesnice proslavené filmovou trilogií „Slunce, seno ...“. Během měsíce byl zrenovován ve Strakonicích firmou ČSAD STTRANS a.s. Interiér zůstal zachován, exteriér byl místo stranických barev ČSSD polepen výjevy z filmové trilogie a nápisem „JZD Hoštice nejlepší družstvo v kraji“. Jeho první jízda vedla na farmu Bolka Polívky v Olšanech, cestou zpět se zastavili v Novém Veselí, kde Miloš Zeman tehdy trávil důchod. V Hošticích je autobus součástí místního skanzenu JZD Dobrá Voda Hoštice u Volyně, slouží k propagaci turistiky a výletům. Je také možné si ho pronajmout na různé firemní akce.

### Odkaz
Původní Zemák stál u zrodu celé řady dalších volebních vozidel, která pro svou propagaci začaly české politické subjekty používat. Kromě již výše zmiňovaného vlaku a mikrobusů Zemáčků se jednalo např. o volební autobus „Zdeněk“ Zdeňka Škromacha z roku 2002, britské autobusy typu double-decker, které v roce 2000 použila tehdejší Čtyřkoalice, v roce 2002 ODS a v roce 2006 ČSSD, vlak KDU-ČSL „Klidná síla“ z roku 2006, autobus „Bobobus“ Jany Bobošíkové z roku 2010 a další.

## Rok 2006
V roce 2006 se Zeman, byť tehdy už v důchodu na Vysočině, rozhodl aktivně podpořit svou tehdejší stranu ČSSD a znovu se vydat na turné se Zemákem. Nejednalo se již ale o původní vůz, ale o modernější typ Karosa C 734.1340 z roku 1994 (či 1993). Tento vůz připravila vyškovská dopravní firma VYDOS BUS, a.s. (dřívější ČSAD Vyškov) a pronajala ho sociálnědemokratickému podnikateli Radimu Svobodovi na dva měsíce za 290.000 Kč. Exteriér vozu pomalovaný stranickými barvami ČSSD byl velice podobný tomu, jaký byl použit v letech 1996 a 1998 – tedy bílý s červenými a modrými pruhy, ačkoli ČSSD od roku 2006 začala používat jako svou stranickou barvu oranžovou. Kampaň byla zahájena 31.3. v 16:00 ve Vyškově. I tentokrát stál za její realizací Miroslav Šlouf.
Kromě Zemáku používala ČSSD tento rok pro svou propagaci i výše zmíněné double-deckery.

## SPOZ
V roce 2010 byl název Zemák oprášen a znovupoužit i pro volební autobus tehdejší Zemanovy strany „Strana práv občanů ZEMANOVCI – SPOZ“. Tentokrát se jednalo o vůz značky MAN. Byl pokřtěn v neděli 7. března 2010 před Top Hotelem na pražském Chodově. V tomto případě však už Zemák volební úspěch nepřinesl – strana SPOZ získala 4,33 % hlasů a kýžený vstup do parlamentu jí tak unikl.